# Barbara Rosemary Grant
Barbara Rosemary Grant (Arnside, 8 ottobre 1936) è una biologa e zoologa britannica, professoressa di Ecologia e Biologia dell'evoluzione all'Università di Princeton, nota per i suoi studi sull'evoluzione eseguiti assieme al marito Peter.

## Biografia

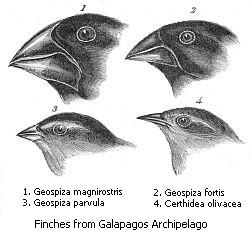
I fringuelli di Darwin

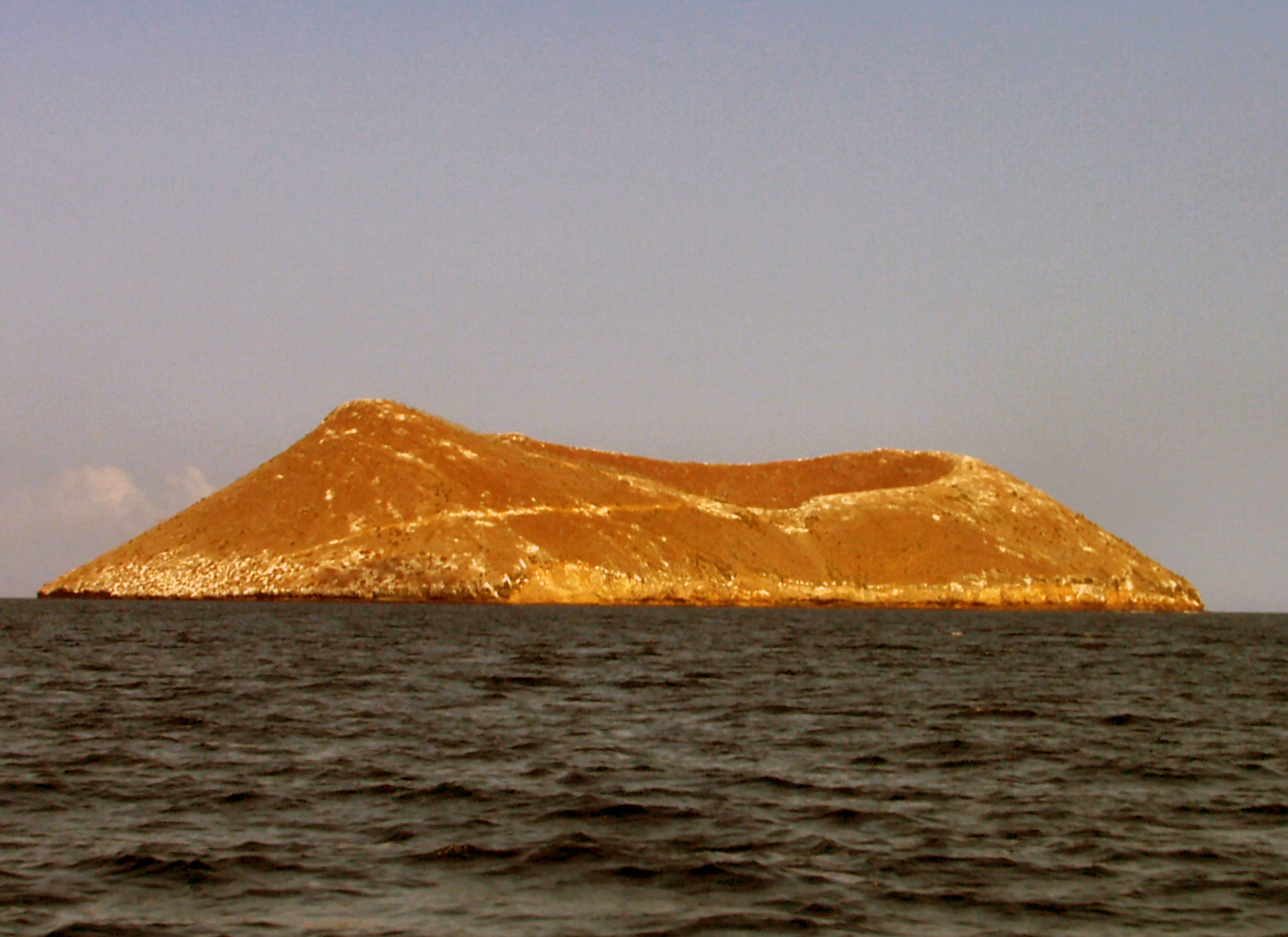
Isolotto Daphne Mayor delle Galápagos

Rosemary Grant ha fatto studi universitari di Zoologia conseguendo la laurea di primo livello (B.Sc.) a Edimburgo nel 1960 e il dottorato di ricerca a Uppsala nel 1985. L'attività accademica è stata svolta dapprima come ricercatrice nell'Università della Columbia Britannica dal 1960 al 1964 e successivamente a Yale, all'Università McGill, all'Università del Michigan e infine a Princeton dove nel 1997 ha ottenuto il grado di professore. È stata inoltre visiting professor a Zurigo nelle estati del 2002 e 2003 a Yale nel 2010.
L'attività di ricerca di Rosemary Grant è stata incentrata sull'evoluzione ed è stata svolta assieme al marito Peter, sposato nel 1962. Per trentacinque anni i due hanno vissuto per sei mesi l'anno nell'isolotto Daphne Mayor delle Galápagos dedicandosi allo studio dei cicli vitali e del comportamento dei fringuelli di Darwin. La costanza e risultati ottenuti dai due scienziati sono stati oggetto di un saggio divulgativo di Jonathan Weiner, Il becco del fringuello, vincitore del Premio Pulitzer per la saggistica nel 1995. Le osservazioni dei Grant sono state importanti in quanto hanno mostrato come i cambiamenti evolutivi si verifichino in periodi di tempo relativamente brevi, molto più rapidamente di quanto supposto fino ad allora. L'epistemologo Kim Sterelny ha rilevato come le osservazioni dei Grant corroborino la teoria degli equilibri punteggiati di Stephen Jay Gould e Niles Eldredge, in opposizione alle teorie di Richard Dawkins.
L'attività dei due Grant è riassunta dalla motivazione che accompagnava il Premio Balzan loro assegnato nel 2005:
«Peter e Rosemary Grant si sono distinti per i loro importanti studi grazie ai quali hanno dimostrato l'evoluzione in atto dei fringuelli delle Galápagos. Hanno mostrato come rapidi mutamenti nella dimensione del corpo e del becco in risposta alla mutata disponibilità di cibo siano guidati dalla selezione naturale. Essi hanno inoltre chiarito i meccanismi tramite i quali nascono nuove specie e come la diversità genetica viene mantenuta nelle popolazioni naturali. L'opera dei coniugi Grant ha avuto un'influenza fondamentale sui campi della biologia delle popolazioni, dell'evoluzione e dell'ecologia.»

## Scritti (selezione)
- Con P.R. Grant, J.N.M. Smith, I.J. Abbott, L.K. Abbott, «Darwin's finches: Population variation and natural selection», Proc. National Academy of Sciences USA, Vol. 73, 1976, pp. 257–261.
- Con P.R. Grant, «Darwin's finches: Population variation and sympatric speciation», Proc. Nat. Acad. Sci. USA, Vol. 76, 1979, pp. 2359–2363.
- Con P.R. Grant, Evolutionary Dynamics of a Natural Population: The Large Cactus Finch of the Galápagos, University of Chicago Press, 1989
- Con P.R. Grant, «Unpredictable evolution in a 30-year study of Darwin's finches», Science, Vol. 296, 2002, pp. 707–711.
- Con P.R. Grant, «Evolution of character displacement in Darwin's finches», Science, Vol. 313, 2006, pp. 224–226.
- Con P.R. Grant, How and Why Species Multiply: The Radiation of Darwin's Finches, Princeton University Press, 2008

## Riconoscimenti (parziale)
- Leidy Award dell'Academy of Natural Sciences of Philadelphia nel 1994[6]
- Medaglia Darwin dalla Royal Society nel 2002
- Premio Balzan per Biologia delle popolazioni nel 2005[5]
- Darwin–Wallace Medal della Linnean Society of London nel 2008
- Premio Kyōto per le scienze di base nel 2009
- William Brewster Memorial Award (Brewster Medal) dell'American Ornithologists' Union nel 2015[7]